# Jeanne Shaheen
Jeanne Shaheen właśc. Cynthia Jeanne Bowers (ur. 28 stycznia 1947 w St. Charles, Missouri) – amerykańska polityk, członkini Partii Demokratycznej.

## Życiorys
Pochodząca z Missouri Shaheen pełniła urząd gubernatora New Hampshire w latach 1997–2003 (wybrana w 1996, ponownie w 1998 i 2000). Była pierwszą kobietą wybraną na to stanowisko (aczkolwiek Vesta M. Roy pełniła obowiązki przez tydzień na przełomie 1982 i 1983 roku). Podczas wyborów prezydenckich w 2000 była wymieniana jako potencjalna kandydatka na stanowisko wiceprezydenta u boku Ala Gore’a, ale publicznie odrzuciła te spekulacje (ostatecznie nominowano Joe Liebermana). Poprzednio poparcie gubernator Shaheen okazało się decydujące w zwycięstwie Gore’a nad Billem Bradleyem w prawyborach w tym stanie.
Shaheen ubiegała się o miejsce w Senacie Stanów Zjednoczonych w 2002 roku przeciwko republikańskiemu oponentowi, kongresmenowi Johnowi E. Sununu. Wybory były kontrowersyjne w związku z oskarżeniami o nadużycia wyborcze pod adresem republikanów (co zakończyło się potem wyrokami skazującymi). Shaheen przegrała z Sununu niewielką liczbą głosów.
Była przewodniczącą kampanii prezydenckiej Johna Kerry’ego.
Ponownie zgłosiła swoją kandydaturę w 2008 i uzyskała nominację. 4 listopada pokonała Sununu, stając się tym samym pierwszą kobietą wybraną do Senatu z New Hampshire i pierwszym demokratą od czasu Johna Durkina w 1975. Urząd objęła w styczniu 2009.